# برترند، نیوبرانزویک
برترند، نیوبرانزویک (به انگلیسی: Bertrand, New Brunswick) یک منطقهٔ مسکونی در کانادا است که در نیوبرانزویک واقع شده‌است. برترند ۴۶٫۴۵ کیلومتر مربع مساحت و ۱٬۱۳۷ نفر جمعیت دارد.